# SS18L1
SS18L1 (англ. SS18L1, nBAF chromatin remodeling complex subunit) – білок, який кодується однойменним геном, розташованим у людей на короткому плечі 20-ї хромосоми. Довжина поліпептидного ланцюга білка становить 396 амінокислот, а молекулярна маса — 42 990.
| 10         |  | 20         |  | 30         |  | 40         |  | 50         |
| ---------- |  | ---------- |  | ---------- |  | ---------- |  | ---------- |
| MSVAFASARP |  | RGKGEVTQQT |  | IQKMLDENHH |  | LIQCILEYQS |  | KGKTAECTQY |
| QQILHRNLVY |  | LATIADSNQN |  | MQSLLPAPPT |  | QNMNLGPGAL |  | TQSGSSQGLH |
| SQGSLSDAIS |  | TGLPPSSLLQ |  | GQIGNGPSHV |  | SMQQTAPNTL |  | PTTSMSISGP |
| GYSHAGPASQ |  | GVPMQGQGTI |  | GNYVSRTNIN |  | MQSNPVSMMQ |  | QQAATSHYSS |
| AQGGSQHYQG |  | QSSIAMMGQG |  | SQGSSMMGQR |  | PMAPYRPSQQ |  | GSSQQYLGQE |
| EYYGEQYSHS |  | QGAAEPMGQQ |  | YYPDGHGDYA |  | YQQSSYTEQS |  | YDRSFEESTQ |
| HYYEGGNSQY |  | SQQQAGYQQG |  | AAQQQTYSQQ |  | QYPSQQSYPG |  | QQQGYGSAQG |
| APSQYPGYQQ |  | GQGQQYGSYR |  | APQTAPSAQQ |  | QRPYGYEQGQ |  | YGNYQQ     |

A: Аланін

C: Цистеїн

D: Аспарагінова кислота

E: Глутамінова кислота

F: Фенілаланін

G: Гліцин

H: Гістидин

I: Ізолейцин

K: Лізин

L: Лейцин

M: Метіонін

N: Аспарагін

P: Пролін

Q: Глутамін

R: Аргінін

S: Серин

T: Треонін

V: Валін

Кодований геном білок за функціями належить до активаторів, регуляторів хроматину. 
Задіяний у таких біологічних процесах, як транскрипція, регуляція транскрипції, альтернативний сплайсинг. 
Білок має сайт для зв'язування з іоном кальцію. 
Локалізований у ядрі, хромосомах, центромерах, кінетохорі.